# Premio del cinema svizzero
Il Premio del cinema svizzero è organizzato dall'Ufficio federale della cultura, SRG SSR idée suisse e SWISS FILMS.
La prima edizione del Prix du Cinéma Suisse si è svolta nel 1998. Il premio è poi stato denominato Quartz a partire dall'edizione 2008.

## Categorie
Attualmente le categorie premiate sono dieci:
- Miglior Film
- Miglior Documentario
- Miglior Cortometraggio
- Miglior Film d'animazione
- Migliore Interprete Maschile
- Migliore Interprete Femminile
- Migliore Interpretazione in un ruolo secondario
- Migliore Sceneggiatura
- Migliore Fotografia
- Migliore Musica da Film

Le categorie del Premio sono cambiate con il passare degli anni.
Le prime due edizioni premiavano soltanto il miglior film (fiction), il miglior documentario e il miglior cortometraggio.
Dal 2000 si sono aggiunte le categorie per i migliori interpreti maschili e femminili, sostituite 
dal 2005 e 2007 da un unico premio alla migliore interpretazione in un ruolo principale.
Dal 2004 è stato assegnato anche il premio la migliore interpretazione in un ruolo secondario, sostituito dal 2008 al 2010 con il premio al miglior interprete emergente.
Dal 2005 è stato assegnato il premio al miglior film d'animazione, non assegnato nel 2008, 2010, 2012.
Il premio alla migliore sceneggiatura è stato assegnato a partire dal 2007.
Il premio alla migliore musica da film è stato assegnato a partire dal 2009.
Il premio alla migliore fotografia è stato assegnato per la prima volta nel 2011.
Vengono inoltre assegnati un Premio Speciale (dal 2004) e un Premio Onorario (dal 2011)